# Hy-Brasil

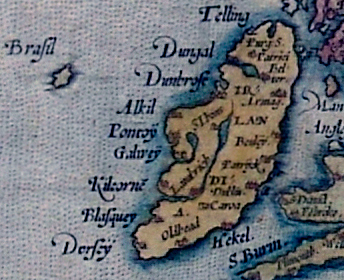
L'isola di Hy-Brasil, posizionata a nord-ovest dell'Irlanda, in una mappa di Abraham Ortelius (1572).

Hy-Brasil (nota anche come Hy-Breasal, Hy-Brasile, Hy-Breasil o Brazir) è un'isola leggendaria che si pensava esistesse nell'Oceano Atlantico. Per secoli si ritenne la sua esistenza certa tanto che molti geografi la disegnarono sulle loro carte fino alla seconda metà dell'Ottocento. Generalmente si ritenne che Hy-Brasil si trovasse nel mezzo dell'oceano, a centinaia di miglia a ovest dell'Irlanda, anche se non mancò chi ne segnò la posizione a poca distanza dalle Azzorre.

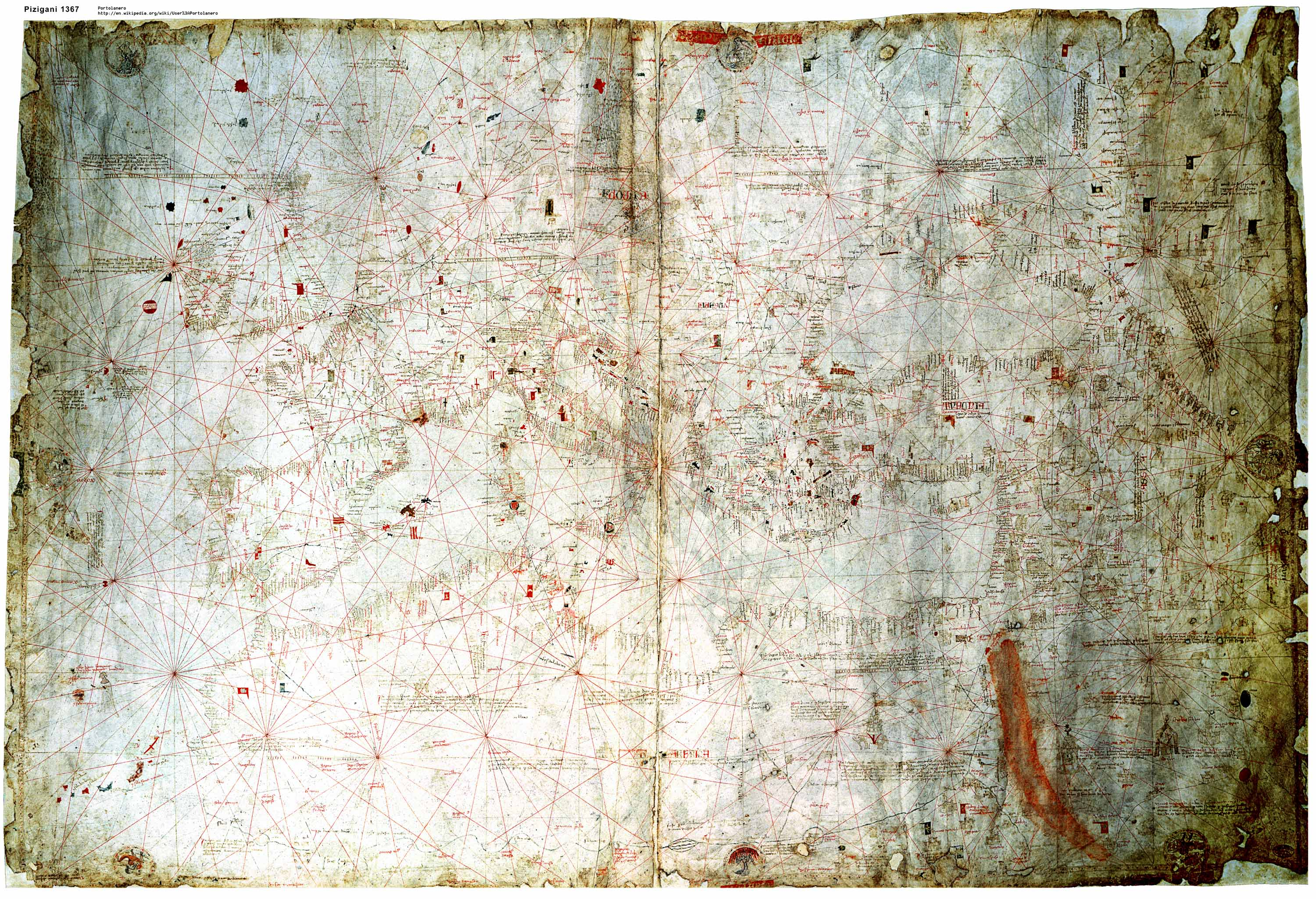
Carta dei fratelli Pizigani, ove appaiono oltre ad Hy-Brasil le altre due Brazil: Terceira e Mam.

## Rappresentazione
L'isola, rappresentata sempre con un cerchio con un canale che scorre nel mezzo, apparve per la prima volta su una mappa di Angelino Dulcert nel 1325, sotto il nome di "Bracile". Successivamente apparve nell'Atlante Catalano del 1375 che la identificò come due isole distinte e separate ma con lo stesso nome, "Ihla de Brasil". Nel 1572 l'isola apparve anche nella mappa di Abraham Ortelius, considerato da molti il creatore dell'atlante moderno. Nella carta dei fratelli Pizigani del 1367 il nome Brazil è dato, oltre che a Hy-Brasil, ad altre due isole: Mam, posta ad ovest del canale della Manica e ad una delle isole Azzorre, Terceira.
Dopo il 1865 l'isola continuò ad apparire su alcune mappe, ma la sua posizione non poté essere verificata con certezza. Tuttavia, nel corso dei secoli, le storie che circolarono su questa fantomatica isola parlavano di essa come la casa di una civiltà ricca e progredita, anche se i racconti presentavano numerose differenze tra di essi.

## Etimologia del nome
L'etimologia dei nomi Brasil e Hy-Brasil è sconosciuta, ma si pensa provenga dalla tradizione irlandese, secondo la quale la parola Uí Breasail (che significa "discendenti (i.e., clan) del Breasal"), indicava uno degli antichi clan del Nord-Est Irlandese.Cfr. Nell'antico irlandese: Í: isola; bres: bellezza, valore, grande, potenza.
Nonostante la somiglianza, il nome del Brasile non ha nessun collegamento con la mitica isola. Inizialmente il Brasile (ritenuto erroneamente un'isola) venne chiamato Ilha de Vera Cruz (Isola della Vera Croce) e dopo Terra de Santa Cruz (Terra della Santa Croce) dagli esploratori Portoghesi che la scoprirono. Dopo qualche decennio, si iniziò a chiamarlo Brasil, a causa dello sfruttamento degli alberi di pernambuco, a quel tempo unica esportazione del luogo. In portoghese, il pernambuco è chiamato pau-brasil, con la parola brasil, "rosso come un tizzone" la cui etimologia deriverebbe, secondo l'opinione comune, dal latino: dalla parola brasa ("tizzone") e dal suffisso -il (da -iculum o -ilium).

## Ricerche dell'isola
Nel 1480 e nel 1481 partirono da Bristol due spedizioni per cercare l'isola; da una lettera del diplomatico spagnolo Pedro de Ayala si venne a sapere che la terra trovata da Giovanni Caboto, dopo la sua spedizione del 1497, era stata scoperta in passato da dei marinai di Bristol, lasciando intendere che le spedizioni avvenute diciassette anni prima erano andate a buon fine.
Nel 1674 il capitano scozzese John Nisbet affermò di aver avvistato Hy-Brasil durante il suo viaggio dalla Francia all'Irlanda, riportando che l'isola era apparsa a lui e al suo equipaggio improvvisamente dopo essere stati avvolti da una misteriosa nebbia. Nisbet e il suo equipaggio decisero di esplorare l'isola, trascorrendovi un'intera giornata, e durante la visita incontrarono gli abitanti, che li rifornirono di oro e argento. Il capitano riportò inoltre che l'isola era abitata da grandi conigli neri e da un misterioso mago che viveva in un castello di pietra costruito da lui stesso, anche se tutto ciò si rivelò essere un'invenzione dell'autore irlandese Richard Head.
Una spedizione supplementare nel 1684 guidata dal capitano Alexander Johnson, tuttavia, confermò ciò che il capitano Nisbet aveva visto. L'ultimo avvistamento documentato di Hy-Brasil risale al 1872, quando l'archeologo Thomas Johnson Westropp visitò l'isola in ben tre occasioni, portandovi anche la sua famiglia. I registri di Westropp indicarono che l'isola aveva l'insolita tendenza a scomparire davanti agli occhi dei marinai.
Hy-Brasil era stata inoltre identificata come il Banco Porcupine, un bassofondo dell'Oceano Atlantico a 200 chilometri di distanza dall'Irlanda, scoperto nel 1862.